# 双曲型平衡点

二次元の鞍点の近くでの軌道（双曲型平衡点の一例）

数学の力学系の研究において、双曲型平衡点（そうきょくがたへいこうてん、英: hyperbolic equilibrium point）あるいは双曲型不動点（そうきょくがたふどうてん、英: hyperbolic fixed point）とは、中心多様体を持たない不動点のことを言う。双曲点の近くで、二次元の非散逸的な系の軌道は双曲線に似たものとなる。しかしこの事実は一般には成立しない。Strogatz は、「双曲型とは、必ず『鞍点』であることを意味するように聞こえるため、不幸な名前である。しかしその呼び名が標準的となっている」と注意している。双曲型点の近傍において、いくつかの性質が成り立つ。特に重要なものを以下に挙げる：
- 安定多様体と不安定多様体が存在する；
- 擬軌道尾行が生じる；
- 不変集合上での挙動は記号力学（英語版）によって表現できる；
- 自然測度が定義される；
- 系は構造安定である。

## 写像
T : Rn → Rn は C1 写像で、p はその不動点とする。ヤコビ行列 DT(p) が単位円上に固有値を持たないとき、p は双曲型不動点と呼ばれる。
唯一つの不動点が双曲型であるような写像の一例として、次のアーノルドの猫写像が挙げられる：
{\displaystyle {\begin{bmatrix}x_{n+1}\\y_{n+1}\end{bmatrix}}={\begin{bmatrix}1&1\\1&2\end{bmatrix}}{\begin{bmatrix}x_{n}\\y_{n}\end{bmatrix}}\quad {\text{modulo }}1.}
実際、固有値は次のようになる。
{\displaystyle \lambda _{1}={\frac {3+{\sqrt {5}}}{2}}>1}
{\displaystyle \lambda _{2}={\frac {3-{\sqrt {5}}}{2}}<1}

## フロー
F : Rn → Rn を、臨界点 p を持つ C1 ベクトル場とする。すなわち F(p) = 0 が成立するものとする。また J を F の p におけるヤコビ行列とする。行列 J に実部がゼロとなる固有値が存在しないとき、p は双曲型と呼ばれる。双曲型平衡点はまた、双曲型臨界点（hyperbolic critical point）あるいは初等的臨界点（elementary critical point）とも呼ばれる。
ハートマン＝グロブマンの定理によると、双曲型平衡点のある近傍における力学系の軌道構造は、線型化力学系の軌道構造と位相共役となる。

### 例
次の非線型系を考える。
{\displaystyle {\frac {dx}{dt}}=y,}
{\displaystyle {\frac {dy}{dt}}=-x-x^{3}-\alpha y,~\alpha \neq 0}
この唯一の平衡点は (0, 0) である。そこでの線型化は
{\displaystyle J(0,0)={\begin{pmatrix}0&1\\-1&-\alpha \end{pmatrix}}}.
となる。この行列の固有値は {\displaystyle {\frac {-\alpha \pm {\sqrt {\alpha ^{2}-4}}}{2}}} である。すべての値の α ≠ 0 に対し、これらの固有値は実部がゼロとなることはない。したがって、この平衡点は双曲型平衡点である。この線型化系は、(0, 0) の近くでの非線型系と同様の挙動を示す。α = 0 のとき、この系は (0, 0) において双曲型ではない平衡点を持つ。

## 注意
無限次元系 - 例えば時間遅れを含む系 - の場合、「スペクトルの双曲部」（hyperbolic part of the spectrum）の概念が、上述の性質のことを指す。